# 24 Timers Le Mans
24 Timers Le Mans, fransk: 24 Heures du Mans er et klassisk 24-timers racerløb i Le Mans i Frankrig, der med undtagelse af nogle få gange har været afholdt hvert år siden 1923. Løbet starter en lørdag klokken 15, og op til 1969 brugte man den klassiske start, hvor kørerne løb over banen og kastede sig ind i deres biler. Starten er nu ændret til klokken 16.

## Historie
Løbet blev afholdt første gang 26–27. maj 1923 på den traditionelle bane Circuit de la Sarthe (en). De efterfølgende løb er blevet afholdt i juni, på nær i 1956 (juli), 1968 (september) og 2020 (september).
Fra starten og indtil 1960'erne bar bilerne ligesom i andre motorløb farver efter deres oprindelsesland, fx grøn for Storbritannien og rød for Italien. 
De tidlige Le Mans-år var præget af sejre fra Porsche, Ferrari, Bentley, Alfa Romeo, Ford, og Jaguar, men ved årtusindskiftet introducerede Audi deres R8'er med en V8-motor, som indtil videre er det mest vindende mærke i det nye årtusinde, med sejre i 2000-2002 fra 2004-2008 og igen fra 2010-2013.

### Ulykker
Man har på banen været vidne til nogle af de største motorsportstriumfer, men desværre også ulykker. I 1955 skete det, der betegnes om den værste ulykke i motorsportens historie. Pierre Levegh ramte i sin Mercedes en Austin-Healey på vej op ad start/mål-langsiden. Bilen ramte afskærmningen ud til publikum og eksploderede, hvilket medførte, at motoren blev revet ud af bilen og fløj op på de propfyldte tribuner. 77 mennesker blev dræbt. Levegh døde med det samme, og Mercedes trak sine resterende biler ud af løbet.
I 2011 forulykkede en Audi R18 TDI (nr. 3) med Allan McNish bag rattet under en overhaling af en anden Audi R18 TDI (nr. 1) i en duel om føringen. Men foran Audi nr. 1 var en Ferrari 458 Italia (nr. 58), som Allan McNish ikke kunne se for Audi nr. 1. Audi nr. 3 ramte Ferrarien, og begge biler ramte barrieren. Da Audien ramte barrieren, fløj den op luften og endte med bunden i vejret.
I 2012 forulykkede en Toyota TS030 Hybrid med Anthony Davidson bag rattet under en overhaling af en Ferrari 458 Italia. Den fløj i vejret ligesom Audien året før, men nåede rundt, inden den ramte barrieren. Ferrarien ramte også barrieren og væltede rundt på siden. Hverken i 2011 eller i 2012 kom kørerne noget til.
I 2013-udgaven af Le Mans deltog der 6 danskere; Tom Kristensen, Jan Magnussen, David Heinemeier Hansson, Allan Simonsen, Christoffer Nygaard og Kristian Poulsen. Efter kun 9 minutter af løbet var den dansk-kørte Aston Martin (LM GTE Am) involveret i en soloulykke. Føreren, danske Allan Simonsen, var ved bevidsthed efter uheldet, men døde af sine kvæstelser kort efter han blev fragtet til Circuit Medical Centre. Allan Simonsen blev 34 år gammel. Han efterlod sig sin kæreste og deres datter, som blev født i 2012. Le Mans fortsatte trods dødsfaldet. Det samme gjorde holdet Aston Martin Racing, da både holdet og familien mente, at det ville være i Allan Simonsens ånd.

#### Dødsfald
| Dato | Navn                         | Land                 |
| ---- | ---------------------------- | -------------------- |
| 1925 | André Guilbert               | Frankrig             |
| 1925 | Marius Mestivier             | Frankrig             |
| 1937 | Pat Fairfield René Kippeurth | Sydafrika · Frankrig |
| 1949 | Pierre Maréchal              | Frankrig             |
| 1951 | Jean-Pierre Larivière        | Frankrig             |
| 1953 | Tom Cole Jr.                 | USA                  |
| 1955 | Pierre Levegh                | Frankrig             |
| 1956 | Louis Héry                   | Frankrig             |
| 1958 | Jean-Marie Brussin           | Frankrig             |
| 1963 | Christian "Bino" Heins       | Brasilien            |
| 1965 | Lloyd "Lucky" Casner         | USA                  |
| 1966 | Walt Hansgen                 | USA                  |
| 1967 | Roby Weber                   | Frankrig             |
| 1969 | Lucien Bianchi               | Belgien              |
| 1969 | John Woolfe                  | UK                   |
| 1972 | Jo Bonnier                   | Sverige              |
| 1976 | André Haller                 | Frankrig             |
| 1981 | Jean-Louis Lafosse           | Frankrig             |
| 1986 | Jo Gartner                   | Østrig               |
| 1997 | Sébastien Enjolras           | Frankrig             |
| 2013 | Allan Simonsen               | Danmark              |

### Vindere
Den mest succesfulde kører i Le Mans er danske Tom Kristensen der frem til 2013 har vundet løbet ni gange, heraf seks i træk fra 2000–2005. Da Tom Kristensen i 2013 fik sin 9. sejr, dedikerede han sin sejr til Allan Simonsen, der omkom tidligere under løbet. Kun én kører har vundet 6 gange før, nemlig belgieren Jacky Ickx.
Franskmanden Stephane Sarrazin satte d. 12.06 2008 ny banerekord i sin dieseldrevne Peugeot på den nu 13,650 km lange bane med tiden 3:18,513.
Kun én gang har de tre samme kørere vundet løbet tre gange i træk. Denne rekord blev sat, da Tom Kristensen i 2000–2002 vandt sammen med Frank Biela og Emanuele Pirro.
Den danske kører Jan Magnussen vandt i 2006 GT1-klassen for tredje gang i træk – i øvrigt alle tre gange på hold med Oliver Gavin og Olivier Beretta.

## Bilklasserne
I Le Mans deltager 2 bilklasser, hvor kørerne kæmper om 1. pladsen i hver klasse.
- Hypercar
- LMGT3

LMP-klasserne er der, hvor man finder de hurtigste biler. Bilerne er prototyper, og man ser dem derfor kun i forbindelse med racerløb, da de kun bliver lavet i et yderst begrænset omfang. Forskellen på Hypercar og LMP2 er simpelthen ydelsen, hvor Hypercar er den hurtigste.
I GTE-klasserne finder man sportsvogne, som man i realiteten også kan finde på vejene rundt omkring. Mange af GTE-bilerne af ejet af private hold, selvom der dog også er bilfabrikanter som stiller op med GTE-biler. Selvom GTE-bilerne ikke har samme ydeevne som LMP-bilerne, betyder det ikke at de ikke kan hamle op med LMP-klassen. Det seneste eksempel på dette var i 2006, da vi så Jan Magnussens Corvette C6.R, på en 4. plads i det samlede klassement, kun med 2 Audier og en Pescarolo foran sig.
Under Le Mans 2007 blev bilen med danskerne Allan Simonsen og Lars Erik Nielsen samt Pierre Ehrt nr. tre i GT2 klassen
Olivier Beretta er den mest vindene kører i GTE Pro klassen med 5 sejre. 3 gange i Corvette med Danske Jan Magnussen og Olivier Gavin fra 2004 – 2006. Og 2 gange i Chrysler Viper 1998 og 1999 sammen med Karl Wendlinger og Dominique Dupuy begge gange.
Jan Magnussen og Olivier Gavin har begge vundet GT1 klassen fire gange.